# Barraca del camí dels Muntanyesos IV
La Barraca del camí dels Muntanyesos IV és una obra del Pla de Santa Maria (Alt Camp) inclosa a l'Inventari del Patrimoni Arquitectònic de Catalunya.

## Descripció
És una barraca de planta rectangular. Està orientada al sud-est i presenta un portal capçat amb llinda. A l'interior hi ha una falsa cúpula que tanca amb una llosa i una menjadora. Té una fondària de 2'61m i una amplada de 2'46m. La seva alçada màxima és de 2'96m.
La seva coberta exterior està acabada amb pedruscall.